# Zając sawannowy
Zając sawannowy (Lepus victoriae) – gatunek afrykańskiego ssaka z rodziny zającowatych (Leporidae).

## Zasięg występowania
Zając sawannowy występuje od wybrzeża Oceanu Atlantyckiego w północno-zachodniej Afryce (Sahara Zachodnia na południe do Gwinei), na wschód przez Sahelu do Sudanu i skrajnie zachodniej Etiopii, na południe przez wschodnią Afrykę (wschodnia Demokratyczna Republika Konga, Uganda, zachodnia Kenia, Rwanda, Burundi i Tanzania) do większej części Angoli, Zambii, Malawi, północno-wschodniej Namibii, Botswany, Zimbabwe, Mozambiku, wschodniej Południowej Afryki, Eswatini i Lesotho; występuje mała izolowana populacja w pobliżu Beni Abbas na Saharze w zachodniej Algierii. Podgatunki zamieszkują w:
- L. victoriae victoriae – Tanzania.
- L. victoriae angolensis – Angola.
- L. victoriae senegalensis – Senegal, Gambia.
- L. victoriae whytei – Malawi.

## Taksonomia
Gatunek po raz pierwszy opisany został przez Theodora von Heuglina w 1865 pod nazwą Lepus microtis. Pod nazwą victoriae został opisany w 1893 roku przez angielskiego zoologa Oldfielda Thomasa. Holotyp pochodził z Nassy, z zatoki Speke, w południowo-wschodnim obszarze Jeziora Wiktorii, w Tanzanii. Występował pod nazwami L. saxatilis, L. crawshayi, L. whytei. W 1964 Gurev umieścił go w podrodzaju Proeulagus. Do podrodzaju Sabanalagus przeniesiony został przez Averianova w 1998. Gatunek jest symapatryczny dla zająca zaroślowego (L. saxtalis) oraz para- do allopatrycznego dla zająca przylądkowego (L. capensis) oraz zająca abisyńskiego (L. habessinicus). Jego kariotyp 2n=48 oraz morfologia chromosomów wskazują na pokrewieństwo rodzaju Lepus z króliczakiem wulkanicznym (Romerolagus diazi).
Autorzy Illustrated Checklist of the Mammals of the World rozpoznają cztery podgatunki, lecz ich rozróżnienie może być arbitralne i nieuzasadnione.

### Etymologia
- Lepus: łac. lepus leporis „królik, zając”[24].
- victoriae: jezioro Wiktoria, Afryka Wschodnia[25].
- angolensis: Angola[25].
- senegalensis: Senegal[25].
- whytei: Alexander Whyte (1834–1905), brytyjski przyrodnik rządowy w Nyasaland w latach 1891–1897[26].

## Morfologia
Długość ciała (bez ogona) 420–580 mm, długość ogona 68–121 mm, długość ucha 90–120 mm, długość tylnej stopy 103–127 mm; masa ciała 1,4–3,2 kg.